# 苏鲁 (少将)
苏鲁（1902年—1976年），中国人民解放军将领、中国人民解放军开国少将。
曾任山西军区长治军分区司令员。1955年，授予中国人民解放军少将。